# Грифіно (гміна)
Гміна Грифіно (пол. Gmina Gryfino) — місько-сільська гміна у північно-західній Польщі. Належить до Грифінського повіту Західнопоморського воєводства.
Станом на 31 грудня 2011 у гміні проживало 32144 особи.

## Територія
Згідно з даними за 2007 рік площа гміни становила 253.62 км², у тому числі:
- орні землі: 54.00%
- ліси: 21.00%

Таким чином, площа гміни становить 13.57% площі повіту.

## Населення
Станом на 31 грудня 2011:
| Опис     | Загалом | Загалом | Чоловіки | Чоловіки | Жінки | Жінки |
| -------- | ------- | ------- | -------- | -------- | ----- | ----- |
| одиниця  | осіб    | %       | осіб     | %        | осіб  | %     |
| все      | 32144   | 100     | 15879    | 49.40    | 16265 | 50.60 |
| міське   | 21659   | 100     | 10611    | 48.99    | 11048 | 51.01 |
| сільське | 10485   | 100     | 5268     | 50.24    | 5217  | 49.76 |

## Сусідні гміни
Гміна Грифіно межує з такими гмінами: Бане, Беліце, Відухова, Колбасково, Старе Чарново.